# گلدن استیت واریرز در فصل ۱۸–۲۰۱۷
فصل ۱۸–۲۰۱۷ گلدن استیت واریرز هفتاد و دومین دورهٔ حضور این باشگاه در اتحادیهٔ ملی بسکتبال (NBA) و پنجاه و ششمین دورهٔ بازی این تیم در منطقهٔ خلیج سان فرانسیسکو بود. واریرز به عنوان مدافع عنوان قهرمانی NBA فصل را آغاز کرد و با شکست دادن کلیولند کاوالیرز با نتیجهٔ ۴-۰ در سری بازی‌های پایانی توانست از عنوان قهرمانی خودش دفاع کند. این نخستین بار در تاریخ ان‌بی‌ای و در چهار لیگ بزرگ ورزشی حرفه‌ای آمریکای شمالی بود که دو تیم با یکدیگر برای چهارمین سال متوالی برای قهرمانی در مسابقهٔ نهایی با هم رقابت می‌کردند. این سومین قهرمانی واریرز در چهار سال اخیر و در کل ششمین قهرمانی این تیم در ان‌بی‌ای بود. گلدن استیت برای چهارمین فصل متوالی عنوان قهرمانی بخش پاسیفیک و قهرمانی کنفرانس غرب را کسب کرد. در دور بازی‌های حذفی، واریرز در یک‌چهارم نهایی سن آنتونیو اسپرز را با حساب ۴–۱ و نیو اورلینز پلیکانز را نیمه‌نهایی با نتیجهٔ ۴–۱  شکست داد. آن‌ها در فینال‌های کنفرانس غرب تیم قدرتمند هیوستون راکتس را با نتیجهٔ ۴–۳ از پیش رو برداشتند.